# Al-Arwi
Al-Arwi (arab. العروي, fr. Al-Aaroui, El-Aroui) – miasto, zamieszkane przez ok. 37 000 ludzi, w Maroku, w Regionie Wschodnim.